# Klaus Kinski

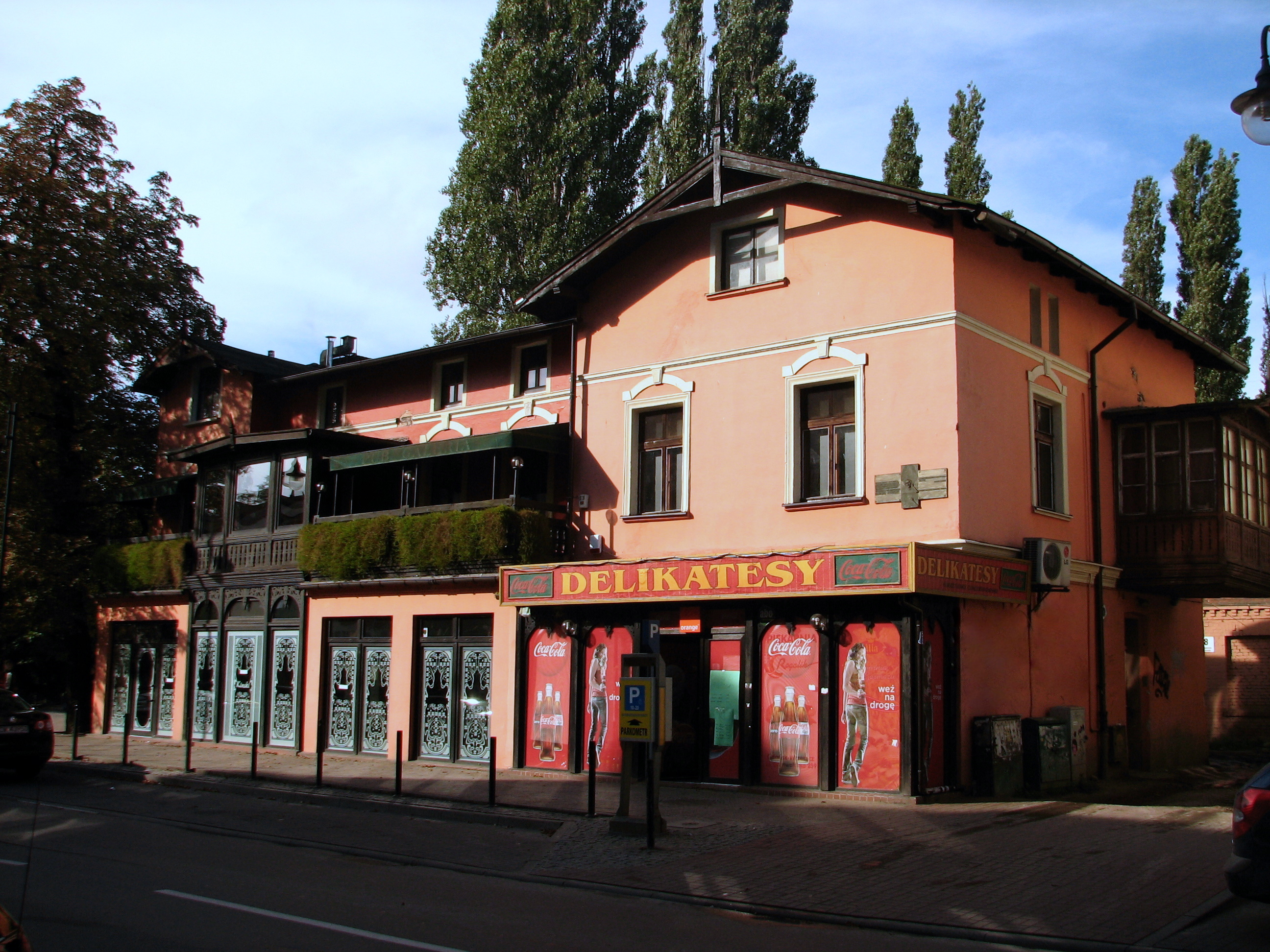
Klaus Kinski nasceu em Sopot.

Klaus Kinski (nascido Klaus Günter Karl Nakszynski; Zoppot, 18 de outubro de 1926 – Lagunitas-Forest Knolls, 23 de novembro de 1991) foi um ator polaco-alemão. Apareceu em mais de 130 filmes, e celebrizou-se por protagonizar filmes do diretor Werner Herzog.

## Biografia
Klaus Kinski nasceu como quarto filho do farmacêutico (e fracassado cantor de ópera) Bruno Nakszyński e sua mulher, a enfermeira Susanne Nakszyński, em Zoppot, que na época fazia parte da Cidade Livre de Danzig. Klaus teve três irmãos maiores: Inge, Arne e Hans-Joachim. Em 1930/31, devido à Grande Depressão, a família mudou-se para Berlim, e se instalou num apartamento no número 3 da rua Wartburg, no distrito de Schöneberg. Nesse distrito, Kinski frequentou o Ginásio do Príncipe Henrique. Sua família naturalizou-se alemã. Teve uma infância e juventude atribuladas. Desde cedo, se mostrou empreendedor e desembaraçado.
Em 1943, durante a Segunda Guerra Mundial, com 17 anos, o jovem Kinski foi convocado para a Wehrmacht. Ele serviu na força aérea como paraquedista. Mas ele só entrou em ação no inverno de 1944, na Frente Occidental nos Países Baixos. Foi capturado pelos britânicos no seu segundo dia de combate. Kinski, no entanto, deu uma versão diferente dos fatos em sua autobiografia de 1988. Ele disse que fez uma decisão consciente de desertar; foi capturado pelos alemães, submetido à corte marcial por deserção e condenado à pena de morte, mas ele escapou e se escondeu no mato. Uma patrulha britânica atirou contra ele, ele foi ferido no braço, e eles o levaram cativo. Depois de ser tratado e interrogado, foi transferido para um acampamento de presos de guerra. O navio que o transportava foi torpedeado por um U-Boot alemão, mas chegou seguro a seu destino. Foi mantido no acampamento de prisioneiros de guerra número 186, em Berechurch, em Colchester, em Essex. Foi no campo de prisioneiros que descobriu seu talento de ator, representando para os outros prisioneiros para elevar o moral destes. Em maio de 1945, com o fim da guerra na Europa, os prisioneiros de guerra alemães estavam ansiosos para voltar para casa. Kinski ouviu que os prisioneiros doentes voltariam primeiro. Ele, então, tentou ficar doente, passando uma noite nu ao ar livre, bebendo urina e comendo cigarros. Entretanto, ele continuou saudável, e voltou finalmente para a Alemanha em 1946, depois de passar um ano e quatro meses preso. Chegando em Berlim, descobriu que seu pai morrera durante a guerra e que sua mãe fora morta em um bombardeio aliado na cidade de Berlim.
Na Alemanha, Kinski começou a atuar. Inicialmente, numa companhia itinerante em Offenburg, onde começou a usar seu novo nome, Klaus Kinski. estudou teatro sob vários mestres, mas era sobretudo um autodidata. Em 1946, foi contratado pelo renomado Teatro do Parque do Castelo. No ano seguinte, no entanto, ele foi despedido devido a seu comportamento imprevisível. Seguiram-se outras companhias, mas seu comportamento não convencional e emocionalmente volátil sempre lhe traziam problemas. Em 1950, esteve internado durante três dias num hospital psiquiátrico, porque ele perseguia sua mecenas, por quem tinha uma paixão não correspondida, e eventualmente tentou estrangulá-la. Registros médicos do período citam um diagnóstico preliminar de esquizofrenia, mas a conclusão final foi psicopatia (transtorno de personalidade antissocial). Nessa época, Kinski não conseguia papéis em filmes, e em 1955, ele tentou suicídio duas vezes. Por três meses em 1955, ele viveu na mesma pensão em que vivia Werner Herzog, então com treze anos de idade. Herzog, posteriormente, o dirigiria em vários filmes. Em seu documentário Meu querido inimigo (1999), Herzog descreveu como Kinski se trancou no banheiro coletivo por 48 horas e quebrou tudo que havia lá dentro. Em março de 1956, ele participou da peça Torquato Tasso, de Goethe, no Teatro do Castelo, em Viena. Embora respeitado por seus colegas, entre eles Judith Holzmeister, e aplaudido pela plateia, Kinski não foi contratado. A direção do teatro sabia dos problemas prévios do ator. Vivendo sem emprego em Viena, Kinski se reinventou atuando em monólogos. Tornou-se famoso como recitador de textos de Shakespeare, Oscar Wilde, Arthur Rimbaud, Charles Baudelaire ou François Villon, excursionando pela Alemanha, Áustria e Suíça.
Em 1948, estreou no cinema, desempenhando um pequeno papel no filme Morituri. Atuou em vários filmes alemães de Edgar Wallace. Teve pequenos papéis nos filmes de guerra estadunidenses "Decisão antes do amanhecer" (1951), "Um tempo para amar e um tempo para morrer" (1958) e "O traidor falsificado" (1962). Tornou-se ator do emergente cinema alemão do pós-guerra e, no início dos anos 1960, a sua carreira internacionalizou-se, tendo participado no filme Doutor Jivago (1965), de David Lean, em spaghetti westerns e em inúmeros filmes B. Nas décadas de 1960 e 1970, atuou em vários filmes europeus de cinema apelativo. Ele se mudou para a Itália no final dos anos 1960, atuando em vários spaghetti westerns, incluindo Por mais alguns dólares (1965), Quem sabe? (1966), O grande silêncio (1968), "Duas vezes Judas" (1969) e Um gênio, dois camaradas, uma galinha (1975). Em 1977, ele estrelou como o guerrilheiro Wilfried Böse no filme Mivtsa Yonatan, baseado nos eventos de 1976 da operação Entebbe.
Durante a sua carreira, Kinski teve propostas de realizadores como Federico Fellini, Pier Paolo Pasolini, Luchino Visconti ou Steven Spielberg, mas, segundo ele, recusava quase sempre a favor de papéis em filmes de realizadores menores ou medíocres, que lhe pagassem melhor e lhe dessem menos incómodo. No entanto, essas recusas deviam-se, provavelmente, ao fato de Kinski não querer trabalhar com realizadores com personalidades tão fortes quanto a sua, que o pudessem ofuscar ou, de alguma forma, subjugar.[carece de fontes?] Porém Kinski trabalhou com nomes grandes e com personalidades tão fortes quanto a sua como Werner Herzog e David Lean.
A sua reputação internacional foi obtida depois de cinco colaborações com o cineasta Werner Herzog nos filmes Aguirre, der Zorn Gottes (1972), Woyzeck (baseado na peça de Georg Büchner) (1979), Nosferatu: Phantom der Nacht (1979), Fitzcarraldo (1982) e finalmente Cobra Verde (1987). Apesar de serem colaboradores, Herzog tentou, em uma ocasião, matar Kinski. Kinski foi salvo por seu cão, que atacou Herzog no momento em que este, supostamente, tentava atear fogo à casa de Kinski. Herzog se recusou a comentar seus inúmeros outros planos de matar Kinski. Entretanto, ele realmente apontou uma arma para Kinski durante as filmagens de "Aguirre, a cólera dos deuses", depois que Kinski ameaçou abandonar as gravações. Em 1989, Kinski foi também realizador do filme Kinski Paganini.
A personalidade de Kinski era bastante pitoresca e controversa. Era uma vedeta caprichosa e difícil e as suas violentas explosões coléricas, por motivos insignificantes, tornaram-se lendárias. Era o terror dos realizadores e produtores. Por outro lado, era um Don Juan insaciável e chegava a querer participar num filme só para ter oportunidade de seduzir determinada atriz[carece de fontes?]. Não era um ator camaleónico ou minimalista ou que pudesse representar vários tipos de personagens. A sua personalidade forte sobressaía e representava quase sempre personagens do tipo dostoievskiano: atormentados, fanáticos, violentos, obcecados, intensos, criminosos, apaixonados ou loucos.
Em 1975, publicou sua primeira autobiografia, "Eu sou tão louco por sua boca de morango" (Ich bin so wild nach deinem Erdbeermund). Em 1988, publicou sua segunda autobiografia, "Tudo que preciso é de amor" (reimpresso em 1996 como "Kinski sem cortes"). Em 1992, publicou sua terceira autobiografia, "Paganini". Nas obras, Kinski relata a sua vida intensa e atormentada, as suas ardentes e inúmeras paixões, e também revela a sua personalidade excessiva e algo fantasiosa. Os livros enfureceram muitas pessoas, e levaram sua filha Nastassja a processá-lo por difamação, embora ela tenha, posteriormente, desistido do processo.
Em 1980, recusou o papel do vilão Arnold Toht no filme Os caçadores da arca perdida, dizendo, ao diretor Steven Spielberg: "este roteiro é uma pilha bocejante e enfadonha de merda".
Foi casado três vezes e pai de três filhos, Pola, Natassja e Nikolai Kinski. Casou com sua primeira esposa, a cantora Gislinde Kühlbeck, em 1952, tendo a filha Pola Kinski. Eles se divorciaram em 1955. Cinco anos depois, ele se casou com a atriz Ruth Brigitte Tocki. Eles se divorciaram em 1971. A filha deles foi Nastassja Kinski, que nasceu em janeiro de 1961. Casou com sua terceira e última esposa, a modelo Minhoi Geneviève Loanic, em 1971. O filho deles, Nikolai Kinski, nasceu em 1976. O casal se divorciou em 1979. O ator morreu em 23 de Novembro de 1991, com a idade de 65 anos em sua propriedade em Lagunitas, na Califórnia, de enfarte agudo do miocárdio. Acordo com seus desejos, seu corpo foi cremado e suas cinzas espalhadas em San Francisco, no Pacífico. De seus três filhos, somente Nikolai assistiu ao funeral.
Em Janeiro de 2013, a filha mais velha, a atriz Pola Kinski, afirmou, em um livro de memórias, que seu pai abusou sexualmente dela frequentemente durante sua infância e adolescência.
Em uma entrevista publicada pelo tabloide alemão Bild em 13 de janeiro de 2013, Nastassja disse que seu pai a abraçava de uma maneira sexual quando ela tinha 4-5 anos de idade, porém nunca teve relações sexuais com ela. Nastassja expressou apoio à irmã, e disse que sempre teve medo de seu pai, que ela qualificou como um tirano imprevisível.

## Legado
Werner Herzog, em seu documentário sobre Kinski "Meu inimigo favorito" (1999), disse que Kinkski inventou muito coisa em sua autobiografia. Herzog também falou sobre as dificuldades de trabalhar com Kinski.
O diretor David Schmoeller lançou o curta-metragem "Por favor, mate o senhor Kinski" (1999), que analisou o comportamento desagregador de Kinski durante as filmagens de Crawlspace (1986). O filme mostra cenas de bastidores de Kinski brigando com o diretor e a equipe de filmagem, e Schmoeller dando seu relato pessoal dos fatos.
Em 2006, Christian David publicou a primeira biografia compreensível de Kinski, baseada em material de arquivo recentemente descoberto, cartas pessoais e entrevistas com os amigos e colegas do ator. Peter Geyer publicou um livro contendo ensaios sobre a vida e o trabalho de Kinski.

## Carreira

### Cinema
- Morituri (1948)
- Decision Before Dawn (1952)
- La Paura (1954)
- Ludwig II: Glanz und Ende eines Königs (1954)
- Kinder, Mütter und ein General (1955)
- Hanussen (1955)
- Sarajevo (1955)
- Waldwinter (1956)
- A Time to Love and a Time to Die (1956)
- Der Rächer (1960)
- Die toten Augen von London (1961)
- Das Geheimnis der gelben Narzissen (1961)
- Die seltsame Gräfin (1961)
- Bankraub in der Rue Latour (1961)
- Das Rätsel der roten Orchidee (1962)
- The Counterfeit Traitor (1962)
- Der rote Rausch (1962)
- Scotland Yard jagt Dr. Mabuse (1962)
- Die Tür mit den sieben Schlössern (1962)
- Das Gasthaus an der Themse (1962)
- Der Zinker (1963)
- Die Schwarze Kobra (1963)
- Der schwarze Abt (1963)
- Das indische Tuch (1963)
- Kali Yug, la dea della vendetta (1963)
- Das Geheimnis der schwarzen Witwe (1963)
- Piccadilly null Uhr zwölf (1963)
- Der Letzte Ritt nach Santa Cruz (1964)
- Wartezimmer zum Jenseits (1964)
- Die Gruft mit dem Rätselschloß (1964)
- Winnetou 2. Teil (1964)
- Das Geheimnis der chinesischen Nelke (1964)
- Das Verrätertor (1964)
- Neues vom Hexer (1965)
- The Dirty Game (1965)
- That Man in Istanbul (1965)
- The Pleasure Girls (1965)
- Doctor Zhivago (1965)
- Per qualche dollaro in più (1965)
- Our Man in Marrakesh (1966)
- Circus of Fear (1966)
- Gern hab’ ich die Frauen gekillt (1966)
- Das Geheimnis der gelben Mönche (1966)
- La Sciapassare per l'Inferno (1966)
- L'uomo, l'orgoglio, la vendetta (1967)
- Quién sabe? (1967)
- Die blaue Hand (1967)
- The Million Eyes of Sumuru (1967)
- Five Golden Dragons (1967)
- Grand Slam (1967)
- Hell is Empty (1967)
- Coplan sauve sa peau (1968)
- Sigpress contro Scotland Yard (1968)
- Se incontri Sartana prega per la tua morte (1968)
- A qualsiasi prezzo (1968)
- Giugno '44 - Sbarcheremo in Normandia (1968)
- Il grande silenzio (1968)
- Ognuno per sé (1968)
- I bastardi (1968)
- Cinque per l'inferno (1969)
- Kampf um Rom II - Der Verrat (1969)
- Justine ovvero le disavventure della virtù (1969)
- A doppia faccia (1969)
- La legge dei gangsters (1969)
- Il dito nella piaga (1969)
- Paroxismus - Può una morta rivivere per amore? (1969)
- Sono Sartana, il vostro becchino (1969)
- Mir hat es immer Spaß gemacht (1970)
- E dio disse a caino (1970)
- Count Dracula (1970)
- La Peau de Torpedo (1970)
- Appuntamento col disonore (1970)
- I leopardi di Churchill (1970)
- La belva (1970)
- Per una bara piena di dollari (1971)
- Lo chiamavano King (1971)
- La bestia uccide a sangue freddo (1971)
- Giù le mani... carogna! (1971)
- La vendetta é un piatto che si serve freddo (1971)
- Prega il Morto e Ammazza il Vivo (1971)
- Nella stretta morsa del ragno (1971)
- Il venditore di morte (1971)
- L'occhio del ragno (1971)
- Black Killer (1971)
- Giù la testa... hombre (1971)
- El retorno de Clint el solitario (1972)
- Aguirre, der Zorn Gottes (1972)
- La morte ha sorriso all'assassino (1973)
- La mano spietata della legge (1973)
- Il mio nome é Shanghai Joe (1973)
- La mano che nutre la morte (1974)
- Le amanti del mostro (1974)
- Eroi all'inferno (1974)
- Chi ha rubato il tesoro dello scia? (1974)
- Le orme (1975)
- L'important c'est d'aimer (1975)
- Il ritorno di Shanghai Joe (1975)
- Lifespan (1975)
- Un genio, due compari, un pollo (1975)
- Das Netz (1975)
- Der Dirnenmörder von London (1976)
- Nuit d'or (1976)
- Mivtsa Yonatan (1977)
- Madame Claude (1977)
- Mort d'un pourri (1977)
- La Chanson de Roland (1978)
- Nosferatu: Phantom der Nacht (1979)
- Zoo Zéro (1979)
- Woyzeck (1979)
- Haine (1980)
- Schizoid (1980)
- La femme enfant (1980)
- Les fruits de la passion (1981)
- Venom (1981)
- Buddy Buddy (1981)
- Fitzcarraldo (1981)
- The Soldier (1982)
- Android (1982)
- Love and Money (1982)
- Burden of Dreams (1982)
- Code Name: Wild Geese (1984)
- The Little Drummer Girl (1984)
- The Secret Diary of Sigmund Freud (1984)
- Creature (1985)
- Commando Leopard (1985)
- El Caballero del Dragón (1985)
- Revenge of the Stolen Stars (1985)
- Crawlspace (1986)
- Cobra Verde (1987)
- Location Africa (1987)
- Grandi cacciatori (1988)
- Vampire in Venice (1988)
- Kinski Paganini (1989)
- Mein liebster Feind (1999)
- Please Kill Mr. Kinski (1999)
- Jesus Christus Erlöser (2008)

### Prêmios e indicações

#### Prêmios
Deutscher Filmpreis
- Melhor ator: 1979

 Festival Internacional de Cinema de Cartagena
- Melhor ator: 1980

 Premios Sant Jordi de Cine
- Melhor ator: 1980

### Livros publicados
- Klaus Kinski (1975): Ich bin so wild nach deinem Erdbeermund (Autobiographie). München, Rogner & Bernhard. ISBN 3807700501
- Klaus Kinski (1991): Ich brauche Liebe (Autobiographie). München, Heyne. ISBN 3-453-04579-3
- Klaus Kinski (1992): Paganini. (Autobiographie). München, Heyne. ISBN 2-453-05637-X
- Hilmar Hoffmann, Walter Schobert (Hrsg.) (2001): Ich, Kinski. Frankfurt am Main. ISBN 3-88799-063-3
- Peter Reichelt, Ina Brockmann (Hrsg.) (2001): Klaus Kinski: Ich bin so wie ich bin. München, Deutscher Taschenbuch Verlag. ISBN 3-423-30840-0
- Christian David (2006): Kinski. Die Biografie. Berlin, Aufbau-Verlag. ISBN 3-351-02647-1
- Klaus Kinski, Peter Geyer (2006): Jesus Christus Erlöser und Fieber - Tagebuch eines Aussätzigen. Frankfurt, Suhrkamp. ISBN 3518458132
- Peter Geyer (2006): Klaus Kinski - Leben, Werk, Wirkung Frankfurt, Suhrkamp. ISBN 351818220X